# Vitascope
Le Vitascope est l’appellation que portent deux machines totalement différentes :
- Un appareil à visionnement individuel de films par œilleton, identique au Kinétoscope de Thomas Edison, inventé par Charles Francis Jenkins en 1894, dont il cède les droits d’exploitation à une société concurrente de celles d’Edison : la Columbia Phonograph Company.
- Un appareil de projection inventé par Charles Francis Jenkins et Thomas Armat sous le nom de Phantoscope (1895), racheté à Jenkins par Edison qui le rebaptise Vitascope en 1896 après l’avoir fait transformer par Armat.

## Le vitascope de 1894
La première machine est utilisée comme machine de guerre commerciale contre Edison par la Columbia qui possède déjà, comme le « magicien de Melo Park », un parc de Columbia Phonograph Parlors. Ces parlors sont des boutiques où s’alignent toute une série de phonographes offerts au public moyennant un droit d’entrée. La Columbia veut faire pièce aux Kinetoscope Parlors d’Edison, qui rencontrent un gros succès et ont lancé les premiers films du cinéma, réalisés sur le plateau de la Black Maria par le principal collaborateur d’Edison en ce qui concerne les images photographiques animées : William Kennedy Laurie Dickson.
Mais la machine de Jenkins semble ne pas être au niveau de l’ambition de la Columbia car le succès de l’opération est mitigé.

## Le vitascope de 1896

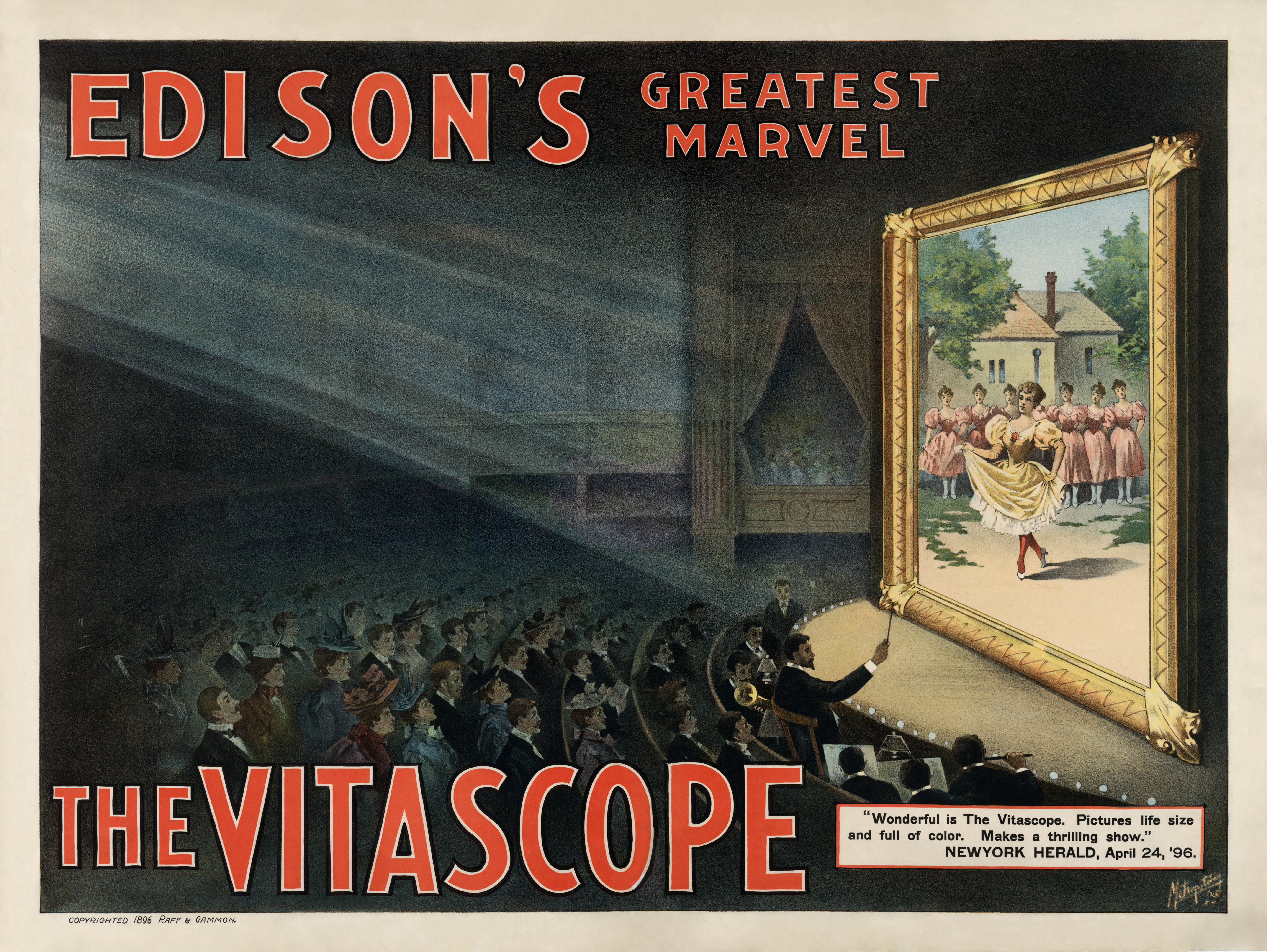
Affiche publicitaire pour le Vitascope de 1896

C’est alors que Jenkins s’associe à Thomas Armat pour étudier le projet de la seconde machine. Il s’agit d’un appareil de projection qui déroule le film en continu, et dont l’intermittence de la projection des photogrammes est obtenue par des miroirs tournants, ainsi que le faisait dès 1892 le Français Émile Reynaud avec son Théâtre optique où il projetait les premiers dessins animés du cinéma, dessinés et peints directement sur la pellicule. L'appareil créé par les deux inventeurs est un échec, mais ils ne désespèrent pas et étudient un véritable mécanisme intermittent par croix de Malte. Ils arrivent à leurs fins, regrettant cependant le bruit assourdissant de la machine ! Ils nomment leur invention Phantoscope, et l’alimentent en films de l’Edison Manufacturing Company. 
Les premières séances ont lieu en octobre 1895 au cours de l’exposition Cotton States Exposition à Atlanta, en Géorgie. Malheureusement pour l'affaire, Jenkins et Armat se perdent alors dans une bataille juridique, l’un et l’autre s’arrogeant l’exclusivité de l’invention. Cette mésentente ruine les deux hommes et Jenkins, endetté, propose alors à 
Edison de lui vendre le brevet qu’il a été le premier à déposer. Edison non seulement le lui rachète, mais encore, en prime, il lui éponge ses dettes, à condition d’accepter que l’on proclame dans la publicité de l’appareil que c’est une invention d’Edison. Jenkins signe.
Cet achat fait suite au succès en Europe des projections des frères Lumière, qui maintenant débarquent aux États-Unis, reléguant le Kinétoscope aux antiquités, et le principal souci d’Edison est de posséder un modèle d’appareil de projection signé de son nom, lui qui s'est toujours opposé à son entourage en refusant d'étudier un tel appareil. Il engage Thomas Armat pour améliorer le Phantoscope et préfère réutiliser le nom de la première machine de Jenkins : Vitascope. C’est ainsi qu’arrive devant un public conquis la « dernière merveille » d’Edison, qui permet à l’inventeur du cinéma de conserver son prestige.